# Шевченко Сергій Юрійович
Шевче́нко Сергі́й Ю́рійович — український науковець у галузі енергетики, професор, доктор технічних наук, завідувач кафедри «Передача електричної енергії» Національного технічного університету «Харківський політехнічний інститут».

## Біографія
1984 — закінчив Харківський політехнічний інститут ім. Леніна за спеціальністю  «Електричні системи» та почав працювати на кафедрі «Передача електричної енергії».
1986 — зарахований в аспірантуру Харківського політехнічного інституту як аспірант очної форми навчання. У 1989 році захистив кандидатську дисертацію «Дослідження грозозахисту повітряних ліній електропередачі підвищеної натуральної потужності».
З 1991 року — асистент кафедри «Передача електричної енергії», пізніше — старший викладач, з 2008 року — доцент, в 2008—2019 роках — професор кафедри.
У 2015 році захистив докторську дисертацію «Вплив вищих гармонік напруги на вибір та експлуатацію обмежувачів перенапруг для захисту систем електропостачання». Йому було присуджено науковий ступінь і звання доктора технічних наук за спеціальністю 05.09.03 — Електротехнічні комплекси та системи.
З 2019 року працює завідувачем кафеди «Передача електричної енергії».
Веде наукову роботу, має авторські свідоцтва та патенти про наукові відкриття.
Викладає авторський навчальний курс (розроблений на основі власних досліджень) - Сучасні теоретичні та практичні проблеми електроенергетики електроніки та електромеханіки , рівень III
В 2012—2016 роках — секретар дисертаційної ради К 64.050.06.
В 2016—2020 роках — голова дисертаційної ради К 64.050.06
Член експертної ради Міністерства освіти та науки з електричної інженерії, електроніки та телекомунікацій
Член Робочої групи CIGRE WG C4.1 UA «Блискавкозахист»
Член правління НАУКОВО-ТЕХНІЧНА СПІЛКА ЕНЕРГЕТИКІВ ТА ЕЛЕКТРОТЕХНІКІВ УКРАЇНИ 
Член українського комітету захисту від блискавки при ГО «НАУКОВО-ТЕХНІЧНА СПІЛКА ЕНЕРГЕТИКІВ ТА ЕЛЕКТРОТЕХНІКІВ УКРАЇНИ»

## Науковий доробок

### Керівництво та участь у колективних науково-досліднихи проєктах
1. "Розробка рекомендацій щодо захисту від перенапруг повітряних захищених електричних ліній 6-35 кВ" НТУ «ХПІ»
2. Розробка програми приймально-здавальних випробувань обмежувачів перенапруг нелінійних 6-10 кВ (ОПН 6-10 кВ). НТУ «ХПІ»
3. Розробка рекомендацій щодо захисту від перенапруг повітрянихзахищених електричних ліній 6-35 кВ. НТУ «ХПІ»
4. Розробка рекомендацій по застосуванню обмежувачів перенапруг на основі вимог міждержавного стандарту МЕК 60099-4:2009 з урахуванням аналізу технічних характеристик виробів зарубіжного виробництва. НТУ «ХПІ»
5. «Удосконалення методів діагностики стану маслонаповненого високовольтногообладнання електричних мереж.»

### Навчальні посібники, монографії
- Обмежувачі перенапруг нелінійні. Вибір застосування та експлуатація / Шевченко С. Ю. Єрмоленко Б. Ф., Картенко Г. М., Петров П. В., Пасько О. М., Пучков О. М.- Х.: Вид-во «Підручник НТУ „ХПІ“», 2015. — 288с.

Знакові наукові здобутки (наприклад патенти)
- Патент на корисну модель № 77586 Україна. Сигналізатор ожеледно-паморозних утворень на повітряних лініях електропередачі
- Патент на корисну модель № 122232 Україна. Пристрій керування режимами роботи шахтних гідроакумулюючих електростанцій
- Висновок про видачу деклараційного патенту на корисну модель за результатами формальної експертизи №9206/ЗУ/18 Україна. Маховик зі змінним моментом інерції та дисбалансними вантажами
- Патент UA Спосіб отримання теплоакумулюючого матеріалу фазовим переходом
- Патент на корисну модель №151532 «Захисний розрядник»

### Публікації в українських наукових фахових виданнях
- Особливості вибору обмежувачів перенапруги для захисту ізоляції екрану кабеля / Шевченко С. Ю., Довгалюк О. М., Піротті О. Є., Єрмоленко Б. Ф. 2013.
- Дослідження високочастотних складових електромагнітних полів, що виникають на ізоляції повітряних ліній / Шевченко С. Ю., Довгалюк О. М., Піротті О. Є., Єрмоленко Б. Ф. 2014..
- Дослідження форми і величини наведених перенапруг, що виникають в повітряних лініях із захищеними проводами при ударах блискавки / Шевченко С. Ю., Довгалюк О. М., Піротті О. Є., Єрмоленко Б. Ф., Дривецький С. І. — 2015.
- Дослідження вражаємості грозовими розрядами повітряних ліній із захищеними та неізольованими проводами / Шевченко С. Ю., Довгалюк О. М., Піротті О. Є., Єрмоленко Б. Ф., Данильченко Д. О. 2015.
- Поражаемость воздушных линий распределительных сетей с защищенными проводами грозовыми разрядами / Шевченко С. Ю., Ермоленко Б. Ф., Данильченко Д. А., Дривецкий С. И.  2016.
- Дослідження форми і величини наведених перенапруг, що виникають в повітряних лініях з захищеними проводами, при ударах блискавки поблизу ліній / С. Ю. Шевченко, С. І. Дривецький 2017.
- Использование беспилотных летательных аппаратов для безопасности функционирования линий электропередачи / О. Г. Гриб, А.А Зуев, С. Ю. Шевченко, С. В. Швец, Т. С. Иерусалимова, А. В. Бортников. 2017.
- Математична модель системи електропостачання адміністративної будівлі з кінетичним енергонакопичувачем / С. Ю. Шевченко, Н. П. Савченко. 2018.
- Система симетрування режимів роботи трифазної чотирьохпровідної електричної мережі адміністративної будівлі з кінетичним енергонакопичувачем / С. Ю. Шевченко, А. В. Трет'як, Н. П. Савченко. 2018.

#### Публікації в періодичних виданнях, включених до наукометричних баз, рекомендованих Міністерством освіти і науки України (Scopus):
- S. Shevchenko, Rostovskiy, O. Okun, and L. Korpinen, «A theoretical investigation of the influence of underground power cable parameters on magnetic field levels», 2013.

- S. Shevchenko, O. Okun and L. Korpinen, «Possible methods for limiting magnetic fields outside a high voltage power substation by changing the phase sequence of busbar wires», 2013.
- S. Shevchenko, D. Danilchenko, «Experimental studies of current voltage characteristics of the arrester leakage currents in the area», 2015.
- S. Shevchenko, D. Danilchenko, «Defeat of overhead lines transmission networks with protected wires from lightning strike», 2015.
- S. Shevchenko, «Features of thermal conditions of the nonlinear surge arrester at low electric power quality», 2015.